# Lemon Tree (canción de Will Holt)

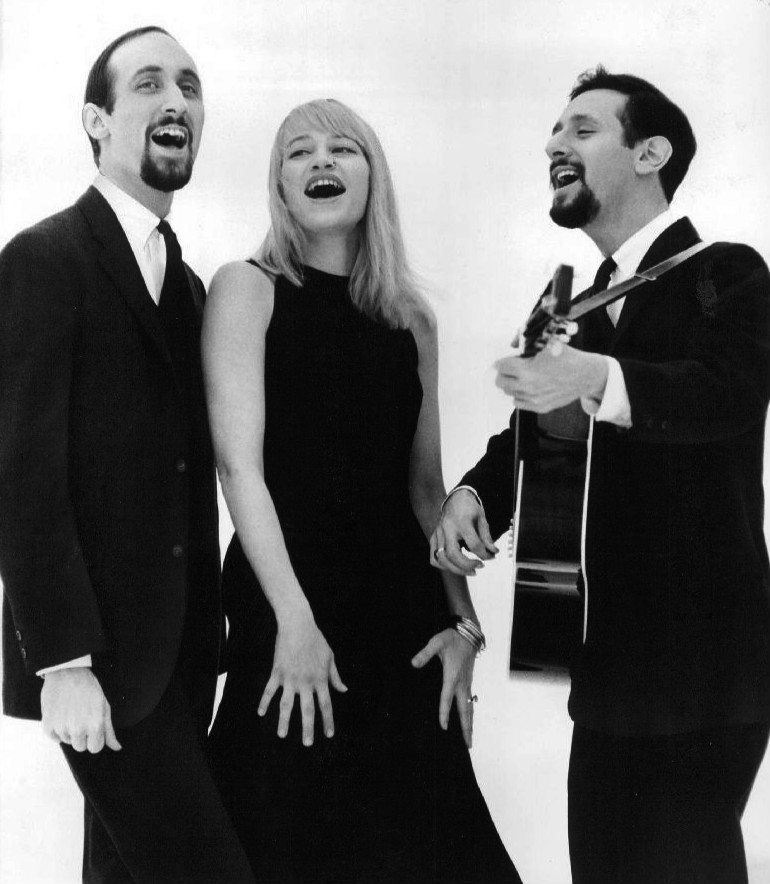
Peter, Paul and Mary, en abril de 1963.

«Lemon Tree» es una canción estadounidense compuesta por Will Holt en los años 60, inspirándose en un tema tradicional brasileño. La letra compara el amor con un limón: 

Lemon tree very pretty, and the lemon flower is sweet
But the fruit of the poor lemon is impossible to eat

El tema fue grabado por Peter, Paul and Mary, Chad & Jeremy, The Beatles, The Kingston Trio, The Seekers, Sandie Shaw, Roger Whittaker, Trini López, y Bob Marley & The Wailers, Maria Cinta, entre otros. 